# Julian Baumgartlinger
Julian Baumgartlinger (Salzburg, 1988. január 2. –) osztrák válogatott labdarúgó, az Augsburg játékosa.

## Pályafutása

### Ifjúsági csapatok
A Salzburg melletti Mattsee városában felcseperedő fiatal Baumgartlinger a helyi csapatban, az USC Mattsee-ben kezdett focizni, majd 2001-ben, 13 évesen bekerült a német 1860 München akadémiájára. A müncheni kékeknél ezután végigjárta a korosztályos csapatokat, majd 2006 őszén debütált a második számú csapatban a német harmadosztályban. Egy év múlva bekerült a másodosztályban szereplő első számú csapat keretébe. Első mérkőzését novemberben, a Borussia Mönchengladbach ellen játszotta. Az felnőtt csapatnál töltött két idény alatt viszont mindössze 13 alkalommal léphetett pályára, így 2009 nyarán egy jelképes összegért hazaszerződött Ausztriába, az Austria Wien csapatához.

### Austria Wien
Új csapatában a 21 éves Baumgartlinger hamar alapemberré vált, szinte minden mérkőzésen eredeti pozíciójában, védekező középpályásként játszott. Az osztrák Bundesligában a Lask Linz ellen debütált 2009 augusztusában. Szeptemberben a portugál CD Nacional ellen bemutatkozhatott az Európa-liga csoportkörében. Igaz, a bécsiek csoportjuk utolsó helyén végeztek. Viszont a Bundesliga szezont végül a második helyen zárta a csapat. 2010 nyarán a Ruch Chorzów elleni Európa-liga selejtezőn két gólt is szerzett, de ez alkalommal nem sikerült bejutniuk a főtáblára. Novemberben a Kapfenberg megszerezte első (és egyetlen) Bundesliga-gólját. A bécsi csapat az idényt a bajnoki harmadik helyen zárta.

### 1. FSV Mainz 05
A még mindig csak 23 éves játékosra a német Bundesliga egyik középcsapata, a Mainz csapott le, és vásárolta ki 1 millió euró ellenében. Új klubjának edzője, Thomas Tuchel gyorsan bizalmat szavazott neki, így hamar a kezdőcsapatban találta magát. Első bajnoki mérkőzését 2011 szeptemberében, a Freiburg ellen játszotta. Első idényében öt gólpasszt is jegyzett. A következő idényben is meggyőzően teljesített, csupán két mérkőzésen nem szerepelt eltiltás miatt. 2012 augusztusában gólt szerzett a német kupa első körében a Roßbach/Verscheid ellen. 2013 októberében egy Bayern München elleni bajnokin súlyos térdsérülést szenvedett, így a szezon egészét ki kellett hagynia. A 2013-14-es idényben Nikolče Noveski hosszú sérülése miatt többször is ő húzhatta fel a csapatkapitányi karszalagot. Egy évvel később, a rutinos macedón távozásával ő lett a csapatkapitány. A hatodik helyen végző Mainzban Baumgartlinger kiemelkedő teljesítményt nyújtott, a Kicker osztályzatai alapján ő volt a kapus, Karius után a csapat második legjobb játékosa. Az idény során gólt lőtt a Schalke-nak és Werder Bremennek.

### Bayer Leverkusen
Öt Mainzban eltöltött szezon után, élete legjobb formájában a 28 éves Baumgartlinger 2016 nyarán átigazolt a Bundesliga egyik élcsapatához, a Bajnokok ligájában is érdekelt Bayer Leverkusenhez.

### Augsburg
2022. augusztus 16-án egy szezonra aláírt az Augsburg csapatához.

## Válogatottság
Baumgartlinger fiatalkora óta több korosztályos osztrák válogatottban is szerepelt. Az U19-es csapattal részt vett a 2007-es Európa-bajnokságon, de nem jutottak túl a csoportkörön. 

2009. szeptember 9-én debütált a felnőtt válogatottban egy Románia elleni világbajnoki selejtezőn. 2014 nyarán, egy Csehország elleni felékszülési mérkőzésen szerezte meg első válogatott gólját. Tagja volt a 2016-os franciaországi Európa-bajnokságra utazó osztrák keretnek. A meglepetésre a csoportkörben búcsúzú osztrák válogatott mindhárom mérkőzését végigjátszotta.

### Válogatott góljai
| #  | Időpont         | Helyszín                            | Ellenfél   | Gólok | Eredmény | Kiírás              |
| -- | --------------- | ----------------------------------- | ---------- | ----- | -------- | ------------------- |
| 1. | 2014. június 3. | Andrův stadion, Csehország, Olomouc | Csehország | 1 - 2 | 1-2      | Barátságos mérkőzés |